# 中川明才
中川 明才（なかがわ あきとし、1971年 - ）は、日本の哲学者。同志社大学大学院文学研究科教授。日本フィヒテ協会研究奨励賞受賞。

## 人物・経歴
1993年龍谷大学文学部哲学科卒業。1996年同志社大学大学院文学研究科修了、修士（哲学）。2003年博士（哲学）。同年日本フィヒテ協会研究奨励賞受賞。2005年同志社大学文学部専任講師。2009年同志社大学文学部准教授。2010年日本フィヒテ協会委員。2016年同志社大学文学部教授、同志社大学大学院文学研究科教授。専門はヨハン・ゴットリープ・フィヒテなどのドイツ古典哲学。

## 著作

### 著書
- 『フィヒテ知識学の根本構造』晃洋書房 2004年

### 翻訳
- ギュンター・ツェラー著『フィヒテを読む』晃洋書房 2014年